# Halber Mensch
Pour les articles homonymes, voir Mensch.
Albums de Einstürzende Neubauten
Zeichnungen des Patienten O. T.
(1983) Fünf auf der nach oben offenen Richterskala
(1987)
Halber Mensch (ou ½ Mensch, « semi-homme » en allemand) est le troisième album studio du groupe de musique industrielle Einstürzende Neubauten. Enregistré entre 1983 et 1985, l'album est sorti le 2 septembre 1985 sur le label Some Bizzare.

## L'album
Les sonorités d'Halber Mensch sont plus variées que dans les précédents albums, intégrant des éléments de dance dans Yü-Gung (Fütter mein Ego). Le morceau en titre Halber Mensch est pratiquement chanté a cappella. La gamme dynamique de la musique s'élargit également, comme dans Seele brennt où la voix de Blixa Bargeld peut varier d'un chuchotement à peine audible à un cri aigu.
L'artiste pop-rock Nikkolai Weidemann a travaillé en tant qu'invité sur le morceau Halber Mensch. Le morceau Sand dans les bonus est une reprise de la chanson écrite par Lee Hazlewood et chantée par Nancy Sinatra sur son second album How Does That Grab You? en 1966.
Le groupe invite le réalisateur japonais Sogo Ishii à tourner un film pour accompagner la sortie de l'album. Ce clip d'une heure montre principalement une performance du groupe dans une halle d'usine. La danse du Z.N.S. est accompagnée par l'ensemble de danse butō Byakko Sha.
Cet album, avec son maxi-single Yü-Gung qui détonne sur les pistes de danse des clubs indépendants, contribue à la popularité internationale du groupe.
En 2019, Pitchfork place Halber Mensch à la deuxième place de son classement des "33 meilleurs albums de musique industrielle de tous les temps".

### Titres
Face A
1. Halber Mensch – 4:13
2. Yü-Gung (Fütter Mein Ego) – 7:14
3. Trinklied – 1:15
4. Z.N.S. – 5:40

Face B
1. Seele Brennt – 4:05
2. Sehnsucht (Zitternd) – 2:55
3. Der Tod ist ein Dandy – 6:41
4. Letztes Biest (am Himmel) – 3:28

Bonus
1. Sand – 3:30
2. Yü-Gung (Adrian Sherwood Remix) – 7:28
3. Das Schaben – 9:22

### Composition du groupe
- Blixa Bargeld : chant, guitare
- Alexander Hacke : guitare
- N.U. Unruh : percussion
- F.M. Einheit : batterie
- Mark Chung : basse
- Gareth Jones : production